# Коста Месаровић
Коста Месаровић (1840 − Санремо, 14. јануар 1886) је био трговац, банкар и народни посланик.

## Биографија
Отац му је био трговац житом из Сремске Митровице, а мајка из Вршца.
Прво је радио као књиговођа у великој мануфактурној радњи Антонија Пајевића. У њој је упознао 
Михајла Павловића, који је радио као калфа и са којим је у Београду 1865, на углу Дубровачке (данас Улица краља Петра) и Узун-Миркове улице, отворио радњу за продају ручно израђених производа под именом „Месаровић и Павловић”. Радња је добро пословала и убрзо постала једна до најспешнијих, па су власници од зарађеног новца сазидали куће у Цинцар-Јанковој улици.
Од 1872. је био члан Главног трговачко−занатлијског одбора.
Учествовао је у Српско-турским ратовима (1876−1878).
Након 1880. је купио плац од велетрговца Николе Стефановића у Кнез Михаиловој улици и на њему је изградио двоспратну кућу по пројекту архитекте Александра Бугарског.
Као кандидат Напредне странке је 1881. изабран за народног посланика.
Био је члан Железничког одбора који је 1881. закључивао уговор о изградњи Српске железнице, са председником француског Друштва генералне уније, Еженом Бонтуом (фр. Eugène Bontoux). Гласао је против закључивања уговора, али је уговор ипак изгласан у Скупштини, па је због тога поднео оставку са места народног посланика и прикључио се Радикалној странци.
Фебруара 1884. изабран је за члана Управног одбора Народне банке Краљевине Србије. О избору подлоге за српски динар, написао је брошуру „Да ли сребрне или златне новчанице”.
Био је добротвор Београдске трговачке омладине.
На пролеће 1886. се разболео од упале плућа и отишао на лечење у Санремо, где је убрзо и умро.

## Породица
У првом браку, са супругом Перком (1846—1882), рођеном Милошевић  је имао синове Милутина (1880—1944), по занимању трговца и аутора радова из области економије и Николу (1875—1922), по занимању трговца и предузетника и ћерке Катинку и Љубицу. У другом браку такође је имао децу, која су рано умрла.